# Abduwali Muse
Abduwali Abdiqadir Muse (somaliska: Cabdiweli Cabdiqaadir Muuse), född omkring 1990, är en före detta somalisk skeppskapare. Han är den enda av de fyra pirater som överlevde kapningen av det danska (USA-registrerade) fartyget MV Maersk Alabama i april 2009. Han sägs ha varit ledaren för de fyra pirater som höll kapten Richard Phillips gisslan i en livbåt i fem dagar.
16 februari 2011 blev Abduwali Muse dömd till 33 års fängelse i en rättegång i New York.